# ديريك رودجرز
ديريك رودجرز (بالإنجليزية: Derrick Rodgers)‏ هو لاعب كرة قدم أمريكية أمريكي، ولد في 14 أكتوبر 1971 في ممفيس في الولايات المتحدة.

## وصلات خارجية
- ديريك رودجرز على موقع مرجع كرة القدم المحترفة.كوم (الإنجليزية)